# Eruption
Eruption – brytyjski zespół disco. Ich największy przebój to "One Way Ticket" (który wcześniej wykonywał Amerykanin Neil Sedaka) z wokalistką Precious Wilson.
W Polsce wydano ich jeden singel z piosenkami "I can't stand the rain"/"Leave a light".
W 1976 roku, podczas jedynego pobytu w Polsce, zespół nagrał w TVP program telewizyjny „Eruption w Studio 2”.

## Dyskografia

### Albumy
- 1977 Eruption

1. I Can't Stand The Rain
2. Movin'
3. I'll Take You There
4. Computer Love
5. The Way We Were
6. Do You Know What It Feels Like
7. Be Yourself
8. I Can't Carry On
9. Wayward Love
10. Party, Party

- 1978 Leave a Light

1. Leave A Light (I'll Keep A Light In My Window)
2. Sweet Side
3. Up And Away
4. Left Me In The Rain
5. Valley Of The Dolls
6. One Way Ticket
7. Hey There Lonely Girl
8. No Good Searching
9. Fire Is Gone

- 1980 Fight Fight Fight

1. Go Johnnie Go
2. You
3. Fight Fight Fight
4. It's Alright
5. Go Ahead
6. We Gotta Talk About It
7. Call My Name
8. Stand Up And Sing Hallelluyah
9. Spaced Out
10. Come Back To Me
11. Moonlight
12. Heading For The Top

- 1983 Our Way

1. I Can't Help Myself / It's The Same Old Song
2. Joy To The World
3. Let There Be Rock
4. Big Bang
5. In A Thousand Years
6. Much Too Late
7. Ecstasy
8. We Don't Need Nobody
9. Time
10. Again And Again

- 1994 Gold 20 Superhits

1. I Can't Stand The Rain (Remix '94)
2. One Way Ticket (Remix '94)
3. Cry To Me
4. We Are On The Race Track
5. Valley Of The Dolls
6. Hold On I'm Coming
7. Go Johnnie Go
8. Raising To My Family
9. I Don't Know
10. Leave A Light
11. The Way We Were
12. Funky Fingers (Medley)
13. Stay By My Side
14. If I Loved You Less
15. All Coloured In Love
16. Mr.Pilot Man
17. Everyday Will Be Like A Holiday
18. Party, Party...
19. The Night The Music Died
20. Together Forever

- 1995 I Can't Stand The Rain

1. I Can't Stand The Rain
2. Runaway
3. Go Gohnnie Go
4. We Gotta Talk About It
5. Leave A Light
6. Good Good Feeling
7. One Way Ticket
8. Be Yourself
9. Party, Party...
10. Stand Up And Sing Hallellujah
11. It's Alright
12. Hey There Lonely Girl
13. Computer Love
14. Left Me In The Rain
15. Fare Is Gone
16. Come Back To Me

### Single
- Let Me Take You Back In Time (1976)
- I Can't Stand The Rain / Be Yourself (1977)
- Party Party (1978)
- Leave A Light (1978)
- One Way Ticket / Left Me In The Rain (1979)
- Sweet Side (1979)
- Go Johnnie Go / Call My Name (1980)
- You (You Are My Soul) (1980)
- Runaway / Good Good Feeling (1980)
- Up And Away (1982)
- In A Thousand Years / We Don't Need Nobody (1983)
- I Can't Help Myself / It's The Same Old Song (1983)
- Joy To The World / Time (1983)
- Where Do I Begin (1984)
- I Can't Stand The Rain '88 (1988)
- One Way Ticket '94 (1994)